# Ortel Książęcy Pierwszy
Ortel Książęcy Pierwszy es un pueblo ubicado en la gmina Biała Podlaska, distrito de Biała Podlaska, voivodato de Lublin, Polonia.

## Superficie
Cuenta con una superficie de 5,630 kilómetros cuadrados.

## Demografía
Hasta 2011 la población era de 141 habitantes, con una densidad de población de 25,04 habitantes por kilómetro cuadrado. Estaba conformada por 63 hombres (44,7%) y 78 mujeres (55,3%), según el censo de la Oficina Central de Estadística.